# 徐特立
徐特立（1877年2月1日—1968年11月28日），原名懋恂，字师陶，男，湖南善化人，中国革命家和教育家。毛泽东和田汉等人士的老师。

## 生平

### 幼年時期
1877年2月1日出生于湖南省长沙府善化县四都观音塘（今长沙县江背镇观音塘），4岁时，徐特立的母亲逝世，1885年，徐特立9岁，父亲决定让他去读书，虽然家徒四壁，最终父亲和哥哥还是用劳动的血汗钱为他缴纳了学费。:10  12岁时，徐特立的伯祖父逝世，父亲决定让他过继给伯祖母做孙子，9岁到15岁，徐特立读了6年书。:10 徐特立的6年私塾，主要学习了《四书五经》、明朝朱用纯的《治家格言》和明朝杨继盛的著作。:10-11 1893年，伯祖母一病不起，徐特立也欠了债，于是他决定一边劳动，一边自学，伯祖父的书籍，包括医卜星象、算命类的书籍他都读了。:11
18岁时，徐特立决定做私塾先生对自己比较合适，就在五美山小塘湾设馆开学。:11 徐特立白天在私塾教书，晚上去王砚秋的讲经馆去听课，2年后，徐特立的作文水平已经炉火纯青。:11 一次，徐特立去拜访长沙城的举人陈云峰，陈云峰告诫他“读书贵有师，尤贵有书”，并且推荐他去阅读清朝张之洞的《书目问答》和《輏轩语》，阅读完这两本书后，徐特立觉得自己以前读书的方法是错误的，漫无目的、杂乱无章，决心从头读书。:13-14 徐特立用伯祖母的30石谷水田买了《十三经注疏》、《御批资治通鉴》、《读史方舆纪要》等书籍，时人称为“破产读书”。:13-14
1905年，徐特立28岁时，他10年的“破产读书”计划进行到了第8年，这时，清政府取消了八股文考试制度，取而代之的是考经义、历史、地理，地点是岳州，徐特立参加了这场3000多人的考试，名列第19名。:141907年，徐特立看到将要灭亡的清朝，曾经当着去北京请愿代表，把右手食指用刀斩断，写血书以壮赴京请愿代表行色。

### 民國時期地下黨
1912年，徐特立受长沙县首任知县姜济寰之邀，创办长沙县立师范（今长沙师范学校的前身）。1919年至1924年6月，42岁时徐特立远赴法国勤工俭学，在巴黎大学学习自然科学，并考察了比利时和德国的教育。1924年夏，徐特立回到长沙，创办长沙女子师范（1926年并入长沙县立师范），担任校长，同时兼任湖南省立第一女子师范（即稻田师范）校长；
1927年夏，白色恐怖泛滥成灾，徐特立却毅然加入了中国共产党，徐特立参加南昌起义，担任革命委员会委员、第二十军第三师党代表兼政治部主任。
1928年，被派往苏联莫斯科中山大学学习。1930年末，回国赴江西根据地，后在中華蘇維埃共和國政府任教育部副部长，苏维埃大学副校长。1934年，参加长征。
1937年，任中共中央驻湘代表、八路军高级参议，在湖南开展统战工作。1940年，徐特立在延安任延安自然科学院院长（他是延安自然科学院创建时期任职时间最长的院长），时人把他和吴玉章、林伯渠、谢觉哉、董必武誉为“延安五老”。據曾在陝北和他一起生活過的人說，他六十歲之後，仍常常跳到大河裡游水數小時之久。

### 中华人民共和国
1949年中华人民共和国成立后，徐特立任中共中央宣传部副部长，后因身体原因请辞。1954年，中国史学会公布第一届理事会名单，郭沫若担任主席，吴玉章、范文澜担任副主席，他担任理事。史学会成立后，即着手编辑《中国近代史资料丛刊》，由徐特立、范文澜、翦伯赞、陈垣、郑振铎、向达、胡绳、吕振羽、华岗、邵循正、白寿彝为总编辑委员。
徐晚年仍關心重大事變，对大躍進、文革深表憂慮。1966年國慶上天安門時，他等候老友毛澤東，想提意見，但被突然出現的一群高呼萬歲的人隔開。徐此后身體日衰，難以外出。1968年11月28日，徐特立在北京逝世，享年91岁。

## 家庭
徐特立的妻子叫熊立诚，11岁就来做了徐特立的童养媳，活了83岁，两人育有多个子女，大女儿徐守珍，大儿子徐笃本，小女儿徐陌青，小儿子徐厚本。

## 思想

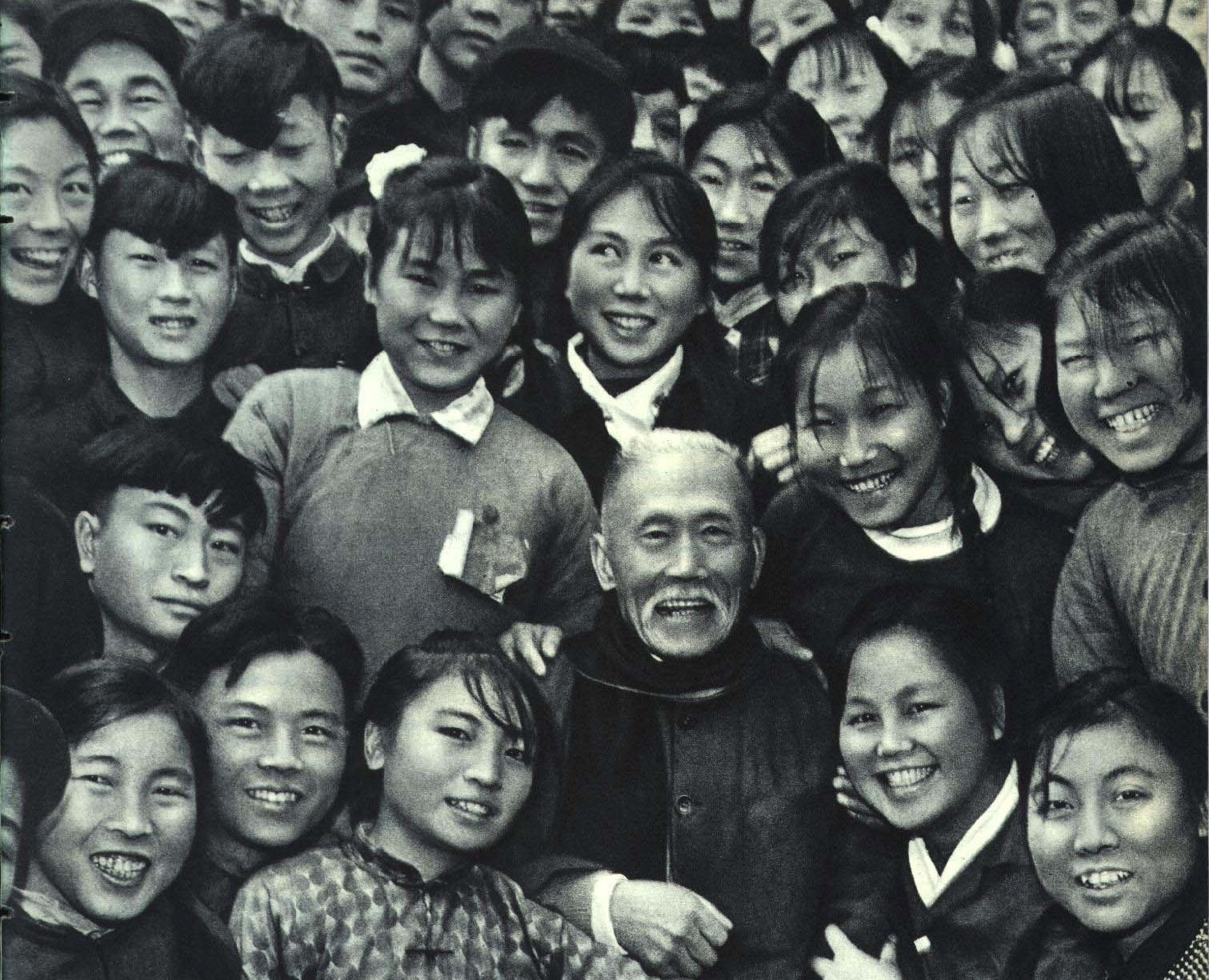
1963年湖南第一师范学院学生与徐特立

徐特立為人性格十分崛強和十分衝動。读书方法主张“定量”和“有恒”，读书时必须做笔记和写眉批，“不动笔墨不读书”。
徐特立从事教育工作73年，创立了“群众本位”教育科学发展观；通过延安自然科学院的实践，首倡教育、科研、经济“三位一体”的发展模式；他是发现教育具有“生产”属性的先驱；他的新道德教育和创造教育学说，为当代中国推行素质教育提供了理论依据；他主张教育“重在育”，教学“学为主”，并在科学教学法与学习方法等方面均有独到见解。

## 评价
- 毛泽东对他的评价很高，曾在给他的一封信中说：“你是我二十年前的先生，你现在仍然是我的先生，你将来必定还是我的先生。当革命失败的时候，许多共产党员离开了共产党，有些甚至跑到敌人那边去了，你却在一九二七年秋天加入共产党，而且去的态度是十分积极的。从那时至今长期的艰苦斗争中，你比许多青年壮年党员还要积极，还要不怕困难，还要虚心学习新的东西。什么“老”，什么“身体精神不行”，什么“困难障碍”，在你面前都降服了。”[16]
- 周恩来称他是“人民之光，我党之荣”。[2]
- 朱德称他为“当今一圣人”。[2]

## 纪念建筑
- 徐特立故居

## 著作
- 《徐特立教育文选》
- 《徐特立文集》